# Het gedoemde dorp
Het gedoemde dorp (originele titel: Le Bourg Envouté) is een fantasy/gothic novel van de Franse schrijver B.R. Bruss. Het werd voor het eerst uitgegeven in 1964 bij uitgeverij Fleuve Noir en is sindsdien meerdere malen in herdruk verschenen. De Nederlandse vertaling verscheen in de jaren zeventig bij uitgeverij Luitingh, vertaald door H.C.P. van Wissen. 

## Inhoud
De voormalige schrijver Jack Deans vertelt wat hij 40 jaar geleden, in 1920, heeft meegemaakt:
Hij was schrijver van griezelverhalen en op 30-jarige leeftijd hij had al een paar romans op zijn naam staan. In Londen komt hij een van zijn vrienden tegen die hem verteld over het middeleeuwse stadje Guilclan, aan de oostkust van Schotland. Jack besluit direct om naar Guilclan te gaan om inspiratie op te doen voor zijn volgende roman. In New Guilclan krijgt hij een lift van een jonge vrouw, Betty Salforth, die hem met haar auto naar Guilclan brengt.
Hij logeert er een aantal maanden in een hotel. Alles in Guilclan lijkt te behoren tot het verleden. Veel huizen zijn vervallen of staan leeg. Bovenaan Guilclan is een uitgestrekt heideveld dat als vervloekt bekend staat. Hier staat de ruïne van kasteel Ludmar dat in de middeleeuwen is verwoest. Jack gaat op zoek naar informatie over mythen en legendes van het stadje en hij probeert om met zoveel mogelijk bewoners bevriend te raken. Hij ontmoet aanvankelijk sterke tegenstand. Veel bewoners zijn bang en willen niet met hem praten. Op zijn verkenningstochten door het stadje houden veel bewoners hun deuren en luiken gesloten en verbergen zich bij zijn nadering. De inwoners zijn verdeeld in twee partijen die een hekel aan elkaar hebben. Maar geleidelijk integreert Jack in de gemeenschap en hij raakt bevriend met een aantal inwoners. Een van hen, de antiquair Peter Gilcross, onthuld hem een groot geheim.
Hij wordt betrokken in geheimzinnige gebeurtenissen die lijken te zijn voorbestemd. Onverklaarbare sterfgevallen en vreemde incidenten volgen elkaar op. Op het strand in New Guilclan ontmoet hij Mary Ramdul, een mooie jonge vrouw met wie hij een seksuele verhouding begint. Maar intussen heeft hij ook Betty Salforth weer ontmoet. Ze is een rijke erfgename die met haar vader in het kasteel Roaldmor woont. Jack is verliefd op haar en de liefde is wederzijds. Maar Betty lijkt het slachtoffer te worden van lang vervlogen gebeurtenissen, vervloekingen die een tovenaar, Moro Ludmar, heeft uitgesproken in het jaar 1320: Eens in de 200 jaar zullen afgezanten opstaan om zich te wreken op de familie Salforth.

## Waardering en ontvangst
De Vlaamse auteur Danny de Laet schreef in het voorwoord van de Nederlandstalige uitgave: "De beste werken van Bruss zijn die, welke hij in de ik-vorm schrijft en die telkens als het ware een biecht inhouden van een diep ontworteld wezen, dat eens voor veel te sterke machten kwam te staan en er een deel van zichzelf - geestelijk of fysiek - bij inliet. Le Bourg Envouté is daar een der duidelijkste voorbeelden van en laat bovendien qua sfeer  een H.P. Lovecraft ver achter zich. Dit werk is dan ook, zowel omwille van de structuur als om de inhoud, terecht geroemd als een klassiek werk uit de hedendaagse fantastische literatuur." 